# Oser en parler
Oser en parler (OEP) est une association à but non lucratif chrétienne évangélique d'écoute et d'accompagnement pour les gens ayant des problèmes sexuels. 

## Histoire
L'organisation est fondée à Dijon en France en 2006 par le pasteur évangélique français Philippe Auzenet.

## Programmes
L'association écoute, accompagne et accueille les personnes ayant des questions sur la sexualité ou des dépendances sexuelles.
Elle effectue également des conférences sur différents sujets, comme la pornographie ou l'homosexualité,,.

## Critiques et polémiques
L'association Oser en parler suscite plusieurs réactions négatives ainsi que de vives critiques concernant la vision renvoyée de l'homosexualité, traitée comme un problème sexuel. La mise en avant sur son site officiel de personnes prétendant avoir été guéries de leur homosexualité et autres figures du mouvement ex-gay est vue comme une incitation à vouloir encourager l'hétérosexualité auprès des personnes LGBT, plus communément appelé thérapies de conversion. 
Les journalistes Timothée de Rauglaudre et Jean-Loup Adénor consacrent un chapitre (chapitre 10 : « Oser en parler ») à l'association dans leur livre Dieu est amour : infiltrés parmi ceux qui veulent « guérir » les homosexuels sur les réseaux des thérapies de conversion en France. Ils y démontrent les liens étroits entre l'association Oser en parler et une autre association évangélique, Torrents de Vie, qui pratique des sessions de guérison des personnes homosexuelles, incluant des exorcismes, mais aussi des liens avec l'homme politique Christian Vanneste lors de son procès pour injures en raison de l'orientation sexuelle et avec La Manif pour tous.